# كون ألكسندر
كون ألكسندر (بالإنجليزية: Kwon Alexander)‏ هو لاعب كرة قدم أمريكية أمريكي، ولد في 3 أغسطس 1994 في أوكسفورد في الولايات المتحدة.

## وصلات خارجية
- كون ألكسندر على موقع إي إس بي إن.كوم (أن.أف.أل)3
- كون ألكسندر على موقع مرجع كرة القدم المحترفة.كوم (الإنجليزية)
- كون ألكسندر على موقع كلية كرة القدم في سبورتس رفرنس.كوم (الإنجليزية)